# Inkorporacja Litwy do Korony Królestwa Polskiego

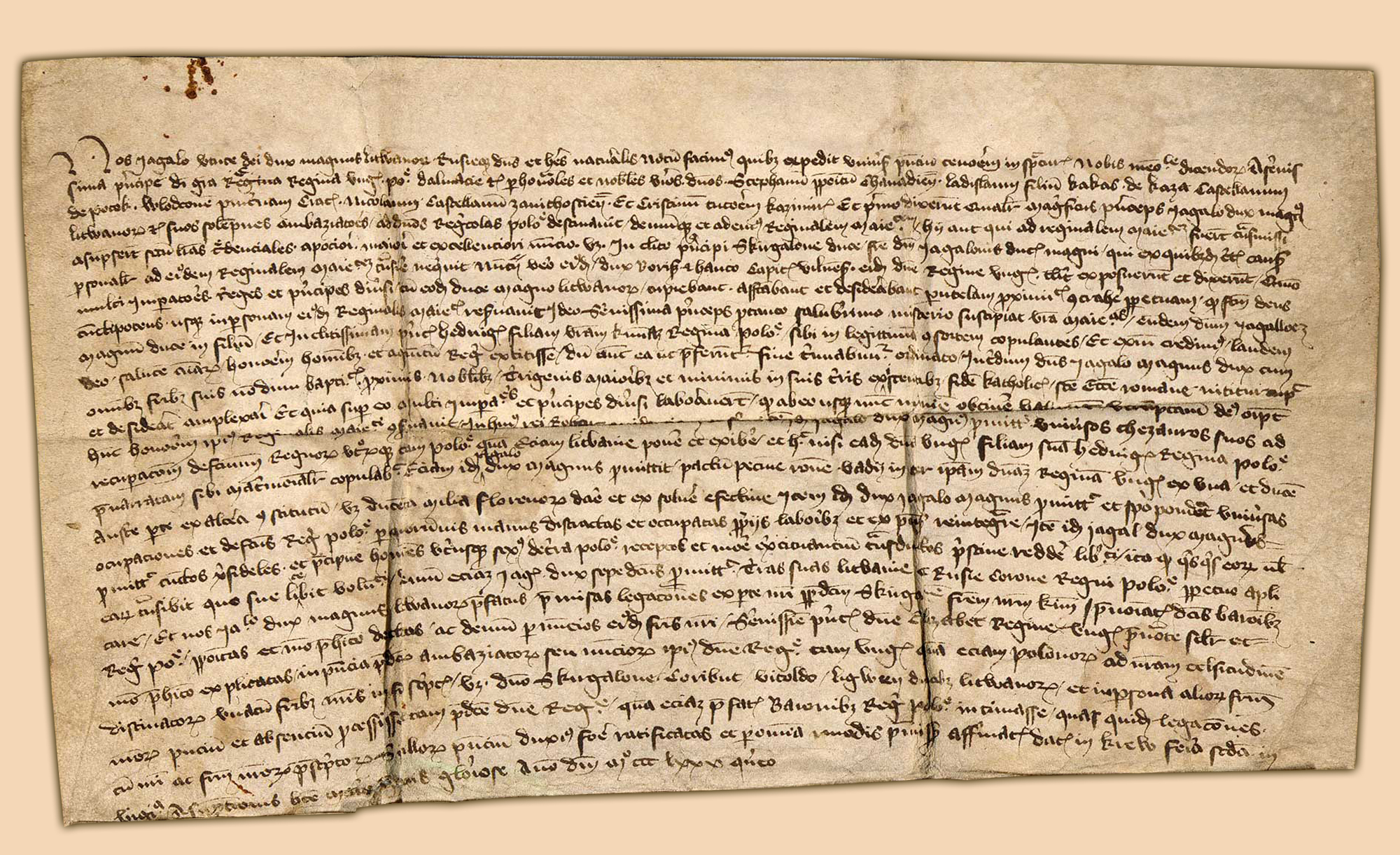
Dokument unii w Krewie (1385)

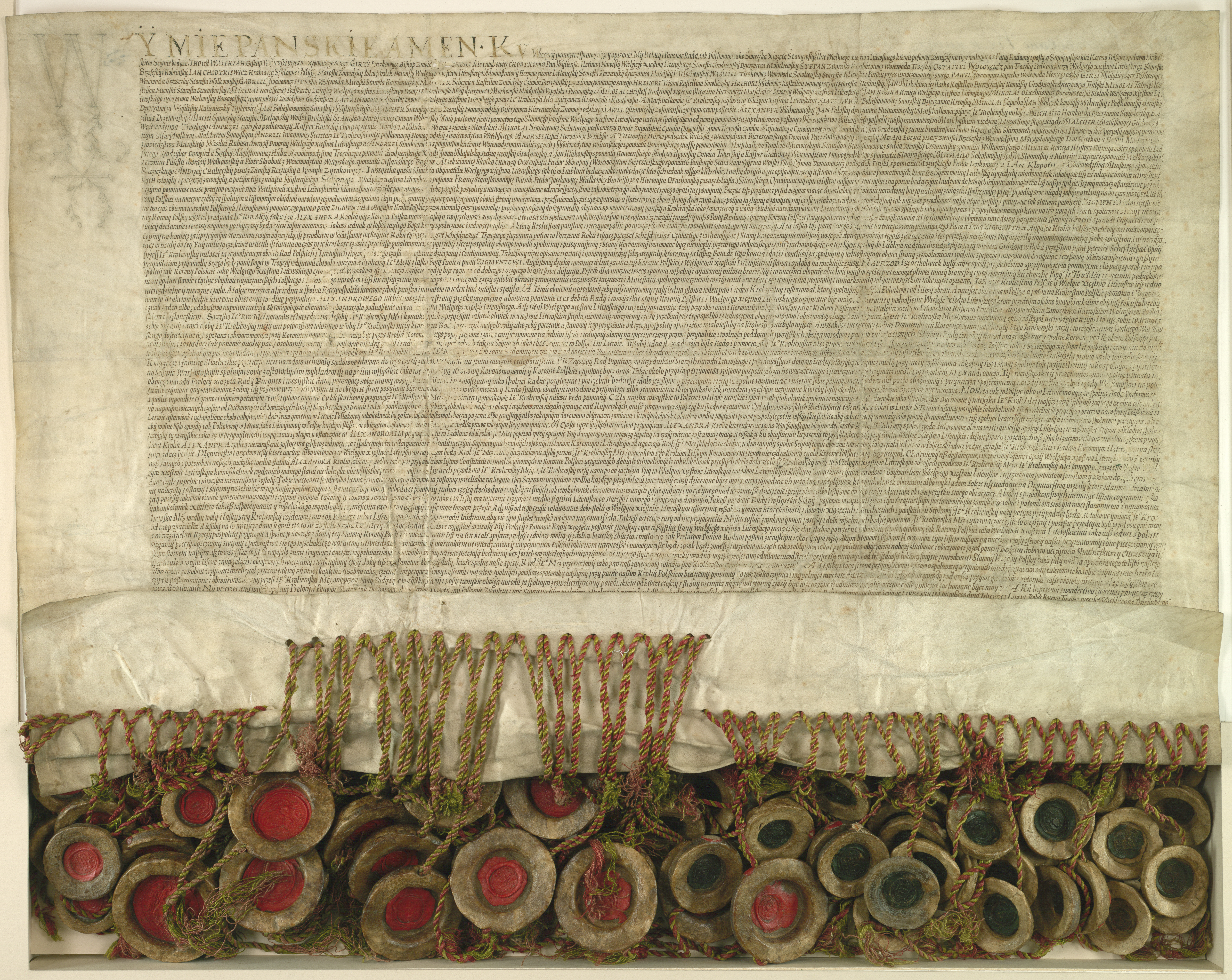
Dokument unii lubelskiej (1569)

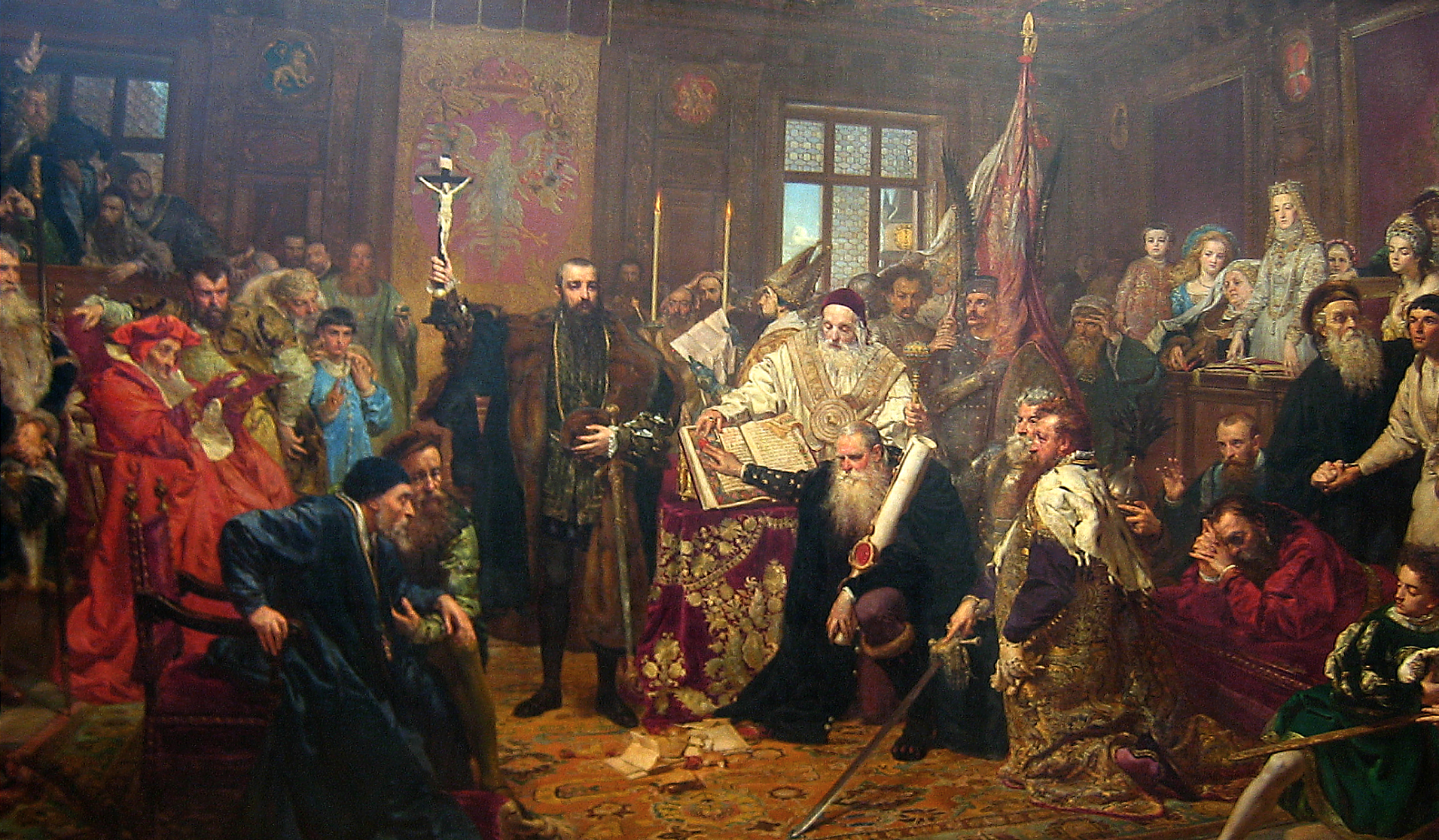
Unia lubelska 1569, obraz Jana Matejki

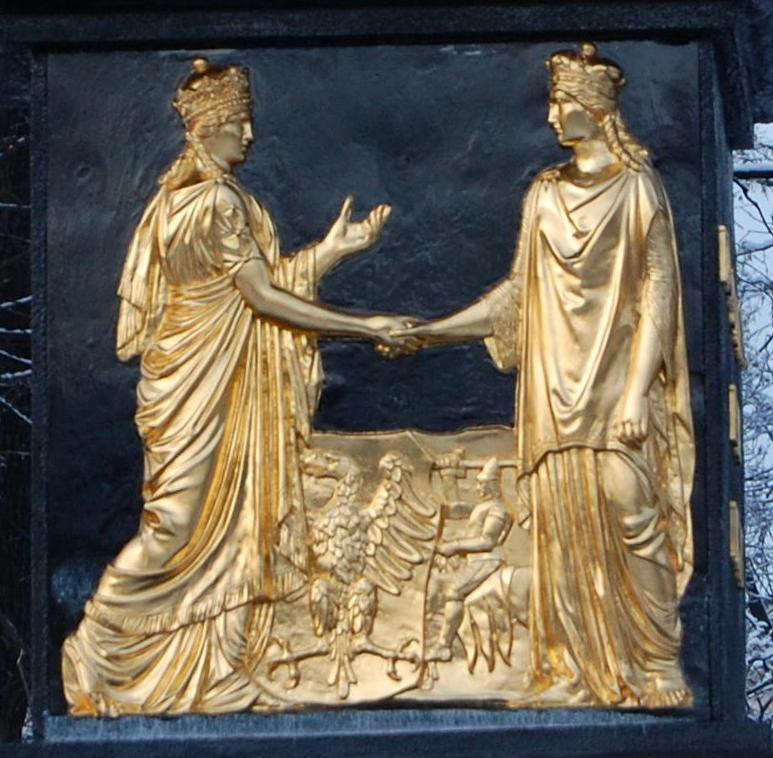
Alegoria Korony i Litwy na pomniku unii lubelskiej w Lublinie

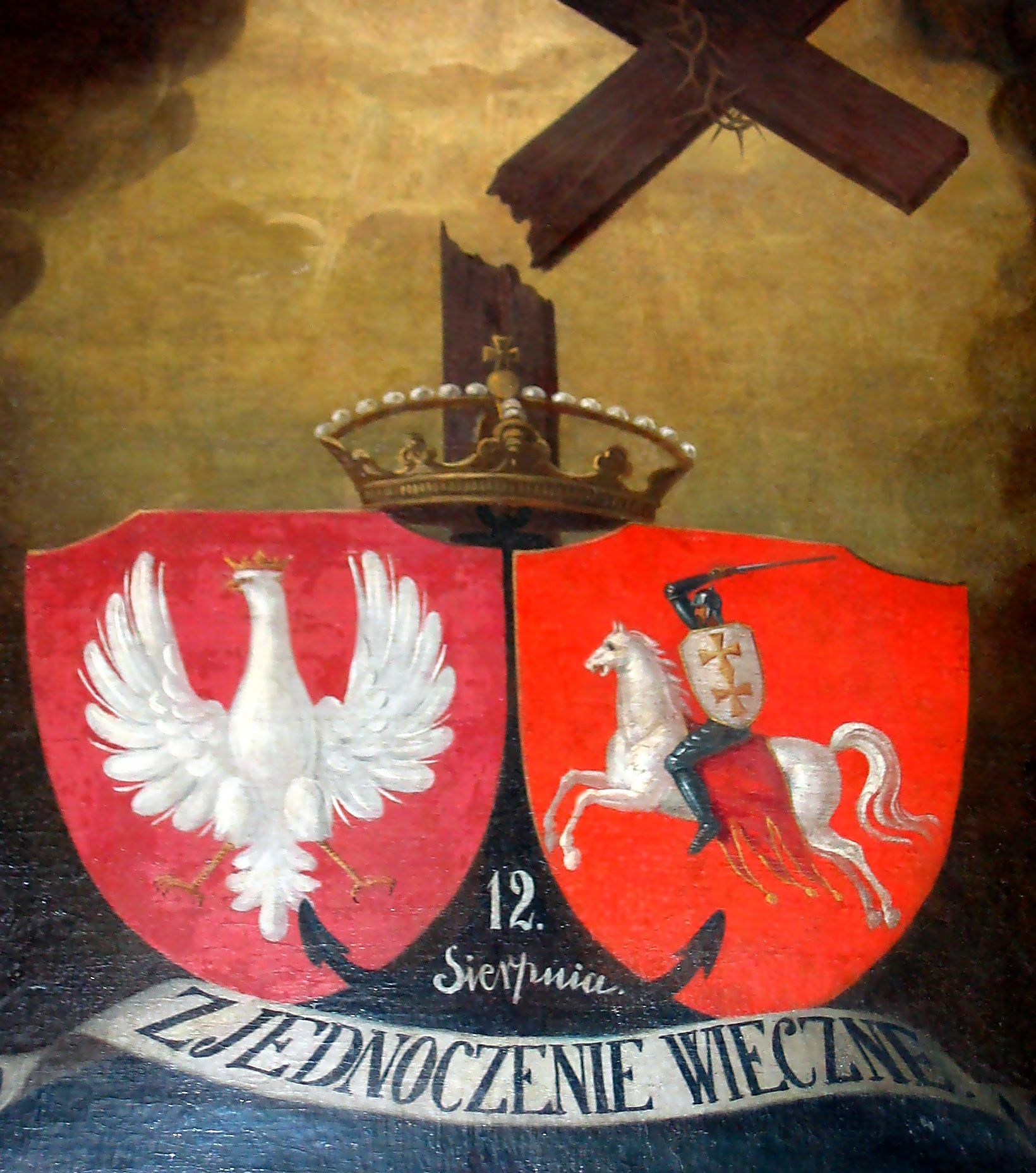
Obraz z czasów zaborów upamiętniający unię krewską

Inkorporacja Litwy do Korony Królestwa Polskiego była jednym z postanowień unii polsko-litewskiej, lecz w praktyce napotykała opór i została zrealizowana częściowo. W historiografii istnieje spór, czy do historycznego obszaru Korony Królestwa Polskiego należy wliczać Wielkie Księstwo Litewskie. Pomimo formalnych aktów takiej inkorporacji, przeważa pogląd, by traktować związek Korony z Litwą tylko jako unię. Natomiast część historyków litewskich neguje nawet samo postanowienie o inkorporacji Litwy do Korony.

## Od unii w Krewie do unii lubelskiej
W roku 1385 między Koroną a Wielkim Księstwem Litewskim została zawarta unia w Krewie, której ostatni z punktów postanawiał, iż „książę Jagiełło przyrzeka także ziemie swoje Litwy i Rusi przyłączyć wieczyście do Korony Królestwa Polskiego”:
„Demum eciam Jagalo dux sepedictus promittit terras suas Litvanie et Rusie Corone Regni Polonie perpetuo aplicare”.
Chociaż użyty w zachowanym dokumencie czasownik applicare (przyłączyć) jest różny i bardziej ogólny od incorporare (wcielić, włączyć), jednak postanowienia unii krewskiej były wówczas rozumiane jako formalny akt inkorporacji ziem Wielkiego Księstwa Litewskiego do Korony.
Zgodnie z aktem unii w Krewie w latach 1385-1387 wszyscy książęta litewscy i ruscy z terenu Wielkiego Księstwa Litewskiego oraz ich lennicy złożyli hołd lenny i przysięgę wierności Koronie Królestwa Polskiego oraz parze królewskiej – Jadwidze i Jagielle.
Porozumienia dotyczące przyłączenia Litwy do Królestwa Polskiego zostały powtórzone w akcie zawartej po śmierci Jadwigi unii wileńsko-radomskiej (1401), którą oprócz króla i panów polskich oraz książąt litewskich podpisali również litewscy bojarzy. Strona polska zgadzała się jednak na ustępstwo polegające na rezygnacji z aktu inkorporacji Wielkiego Księstwa na czas życia Witolda (który zmarł w 1430 roku).
Fakt inkorporacji ziem litewskich do Korony w akcie unii krewskiej został potwierdzony i odnowiony w pierwszym punkcie unii horodelskiej zawartej w 1413 roku. W tekście tej umowy wprost użyto czasownika incorporare w zwrotach: incorporavimus, wcieliliśmy (w Krewie w 1385 r.) i de novo incorporamus, ponownie wcielamy (w Horodle w 1413 r.) oraz szeregu synonimów:
„de novo incorporamus, invisceramus, appropriamus, coniungimus, adiungimus, confoederamus et perpetue anectimus, decernentes ipsas cum omnibus earum dominiis, terris, ducatibus, principatibus, districtibus, proprietatibus omnique iure mero et mixto coronae regni Poloniae perpetuis temporibus”.
W akcie tym Jagiełło i panowie litewscy potwierdzają włączenie i przyłączenie wszystkich ziem litewskich do Korony Królestwa Polskiego na wieczne czasy. W zamian bojarzy litewscy zyskali zrównanie z rodami polskimi, a instytucje Litwy zrównano z instytucjami Korony.
Innym dowodem wcielenia państwa litewskiego do Polski jest dokument jakim w 1387 roku Jagiełło nadał w Wilnie przywileje bojarom litewskim, przyznając im te same prawa quibus et caeteri nobiles in terris aliis Regni nostri Poloniae potiuntur, ne videantur in iuribus dispares, quos eidem Coronae subiectos, a więc ziemia litewska została tu określona jako jedna z ziem Królestwa Polskiego, a bojarzy litewscy jako część polskiej klasy rycerskiej. Innym dowodem na inkorporację są akty hołdu homagialnego złożonych w Krakowie w lutym i marcu 1386 roku bezpośrednio po koronacji Jagiełły przez dziesięciu Giedyminowczów na czele ze Świdrygiełłą księciem trockim i Witoldem Kiejstutowiczem księciem brzesko-grodzieńskim oraz kolejne hołdy złożone do 1388 roku.
Od 1401 do 1569 roku Polskę i Litwę łączyła unia personalna (przerywana w latach 1440–1447, 1492–1501, gdy unię zastępował sojusz) oraz zaledwie formalna inkorporacja Wielkiego Księstwa do Korony. Ze względu na opór możnowładców litewskich, którzy dążyli do jak największej samodzielności Litwy, faktyczne wcielenie Wielkiego Księstwa opóźniało się. Z drugiej strony panowie polscy traktowali Litwę jako człon podrzędny unii (ukuło się nazywanie jej Nową Polską, zamiast Litwą) i zgodnie z kolejnymi aktami prawnymi dążyli do całkowitego podporządkowania jej Koronie, co wzbudzało opór możnych rodów na Litwie. Nieudaną próbą zjednoczenia obu państw była unia mielnicka (1500).

## Rzeczpospolita Obojga Narodów
Kwestia inkorporacji Litwy do Korony powróciła za panowania Zygmunta Augusta jako jeden z postulatów przywódców ruchu egzekucyjnego. Zjednoczenie popierali również bojarzy litewscy i ruscy, którzy oczekiwali takich samych przywilejów, jakie miała szlachta polska. Ku Koronie dążyli też możnowładcy ruscy z Ukrainy, którzy nie byli traktowani w Wielkim Księstwie na równi z rodami litewskimi. O istniejącej w XVI wieku świadomości włączenia w przeszłości Wielkiego Księstwa Litewskiego do Królestwa Polskiego świadczy m.in. wypowiedź Hieronima Ossolińskiego na sejmie w 1553 r., który stwierdził, że w Horodle w 1413 r. Jagiełło i Witold przelali na Koronę swe prawa do Litwy, a akt ten zaprzysięgła szlachta Wielkiego Księstwa. Z kolei Stanisław Orzechowski w 1564 roku akt unii horodelskiej ocenił w tekście Quincunx, gdzie przywołał fragment postanowień unii: "Terras Lithuaniae, quas semper cum pleno dominio ac jure mero et mixto hactenus habimus et habemus usque modo a progenitoribus nostris et ordine geniturae, tanquam domini legitimi, praedicto Regno Poloniae incorporamus, invisceramus, appropriamus etc." i fragment ten była dla był dla niego zapisem "...w którym darował król Jagiełło Litwę Polakom jako własne i też dziedziczne poddanie swe, nie inaczej, jako bym ja Tobie darował Żurowice, wieś dziedziczną swą".
Król Zygmunt August, który w 1562 roku poparł ruch egzekucyjny, dążył konsekwentnie do zawarcia unii realnej między Polską a Litwą, zwołując w latach 1564–1569 kolejne wspólne sejmy. Na sejmie warszawskim w roku 1564 król scedował dziedziczne prawo Jagiellonów do władania Wielkim Księstwem Litewskim na Koronę Królestwa Polskiego, co było milowym krokiem do zjednoczenia obu państw.
Rozwiązaniem wszystkich kwestii okazał się zwołany przez Zygmunta Augusta w 1569 roku sejm walny w Lublinie. Wobec oporu i bojkotu możnych Litwinów król (jako dziedziczny wielki książę litewski) zaczął samodzielnie włączać do Korony kolejne podległe Litwie peryferyjne ziemie: Podlasie, Wołyń i ziemie ukrainne. Pod presją faktów dokonanych i groźbą kolejnych inkorporacji jeszcze innych ziem litewskich do Polski, panowie litewscy zgodzili się na zawarcie 1 lipca unii lubelskiej. Powstało wówczas jedno państwo (Rzeczpospolita Obojga Narodów) składająca się z dwóch równorzędnych członów.
Stan ustalony unią lubelską trwał aż do końca XVIII wieku, gdy w czasie reform Sejmu Wielkiego nastąpiło ściślejsze zespolenie Korony z Litwą. Konstytucja 3 maja z 1791 zmieniała ustrój Rzeczypospolitej, a zawarte w październiku tego roku Zaręczenie Wzajemne Obojga Narodów zespalało oba człony w jeden organizm państwowy powszechnie już nazywany wówczas Rzecząpospolitą Polską.

## Idea odrodzonej Polski jako Korony i Litwy
W wyniku rozbiorów teren Wielkiego Księstwa Litewskiego znalazł się w całości w zaborze rosyjskim, oddzielony znów od Korony. W 1807 roku powstała namiastka Korony w postaci Księstwa Warszawskiego, które w czerwcu 1812 roku decyzją Konfederacji Generalnej przekształciło się formalnie w Królestwo Polskie. Wraz z wyzwalaniem obszarów zaboru rosyjskiego przez armię Napoleona latem 1812 roku administrację nad ziemiami litewsko-ruskimi Rzeczypospolitej przejmowała właśnie Konfederacja Generalna Królestwa Polskiego. Na Litwie w jej imieniu władzę sprawowała Komisja Rządu Tymczasowego Wielkiego Księstwa Litewskiego.
Zjednoczeniu Litwy z Koroną w roku 1812 duże znaczenie nadał Adam Mickiewicz w Panu Tadeuszu. Ponowne złączenie Litwy z Koroną i przez to odrodzenie Polski stanowi główną polityczną ideę poematu. Mickiewicz wkłada w usta bohaterów między innymi takie słowa:
Księga VI, słowa ks. Robaka:
Książę wysłał mnie na zwiady,
Z rozkazem, żeby byli Litwini gotowi
Dowieść przychodzącemu Napoleonowi,
Że chcą złączyć się znowu z siostrą swą, Koroną,
I żądają, ażeby Polskę przywrócono.
Księga XI, przemówienie Podkomorzego:
Bracia! ogłosił wam ksiądz na ambonie
Wolność, którą cesarz-król przywrócił Koronie,
A teraz Litewskiemu Księstwu, Polszcze całej
Przywraca
Księga XI, rozmowa Gerwazego z Protazym:
Dziwneć to były losy tej naszej Korony
I naszej Litwy! Wszak to jak małżonków dwoje!
Bóg złączył, a czart dzieli; Bóg swoje, czart swoje!
(...)
Skoro dziś znowu Litwa łączy się z Koroną,
Toć tym samym już wszystko zgodzono, zgładzono
Idea zjednoczenia Litwy z Koroną była również żywa po klęsce Napoleona i w czasie zaborów. Zgodnie z obietnicami rosyjskiego cesarza Aleksandra I bezskutecznie oczekiwano włączenia ziem zabranych do utworzonego w 1815 roku Królestwa Kongresowego. W czasie powstania listopadowego i styczniowego równolegle na Litwie toczyły się działania powstańcze. Emigracyjne koła niepodległościowe (Adam Mickiewicz, Hotel Lambert) również postulowały odrodzenie Polski w granicach sprzed 1772 roku.

## Po odzyskaniu niepodległości
Po odzyskaniu przez Polskę niepodległości w 1918 roku podniesiono kwestię ponownego złączenia z nią ziem dawnego Wielkiego Księstwa Litewskiego. W tej sprawie Roman Dmowski przedstawił koncepcję inkorporacyjną, która zakładała asymilację lub emigrację osób innej narodowości. Natomiast Józef Piłsudski przedstawił koncepcję federacyjną, która postulowała powstanie na terenach dawnej Rzeczypospolitej federacji niepodległych Polski, Białorusi, Litwy i Ukrainy. Po zajęciu Wilna w 1919 roku Piłsudski ogłosił w duchu federacyjnym Odezwę do mieszkańców byłego Wielkiego Księstwa Litewskiego.
W wyniku wojny polsko-bolszewickiej oraz sprzeciwu nacjonalistycznie nastawionej Litwy kowieńskiej żadna z tych koncepcji nie została w pełni zrealizowana. Nawiązując jednak do stanu sprzed rozbiorów zmieniono nazwę państwa z Republika Polska (będąca kontynuacją Królestwa Polskiego) na Rzeczpospolita Polska (będąca kontynuacją całej I Rzeczypospolitej), a po traktacie ryskim z 1921 roku w obrębie Polski faktycznie znalazła się duża część ziem byłego Wielkiego Księstwa Litewskiego.
Ostatnim aktem prawnym nawiązującym do idei włączenia Litwy do Korony była Uchwała w przedmiocie przynależności państwowej Ziemi Wileńskiej Sejmu Litwy Środkowej z 20 lutego 1922 ogłaszająca włączenie Litwy Środkowej do Polski. Punkt 1 tej uchwały zrywał z wszelkimi więzami prawno-państwowymi Litwy z Rosją, w punkcie 4 napisano: Ziemia Wileńska stanowi bez warunków i zastrzeżeń nierozerwalną część Rzeczypospolitej Polskiej, natomiast w punkcie 5 można przeczytać: Rzeczpospolita Polska posiada pełne i wyłączne prawo zwierzchności państwowej nad Ziemią Wileńską. 6 kwietnia akt włączenia potwierdził ustawą również polski Sejm Ustawodawczy.